# هانس كريستيان شميت
هانس كريستيان شميت (بالدنماركية: Hans Christian Schmidt)‏ هو سياسي دانمركي، ولد في 25 أغسطس 1953 في الدنمارك. حزبياً، نشط في الحزب الليبرالي.

## مناصب
- انتخب عضو فولكتنغ [الإنجليزية]‏ عن دائرة دائرة جنوب يوتلاند الكبرى [الإنجليزية]‏ وقد انضم خلال فترته النيابية ‏  للكتلة البرلمانية الحزب الليبرالي.
- انتخب عضو فولكتنغ [الإنجليزية]‏ عن دائرة دائرة جنوب يوتلاند الكبرى [الإنجليزية]‏ وقد انضم خلال فترته النيابية ‏  للكتلة البرلمانية الحزب الليبرالي.
- انتخب وزير البيئة [الإنجليزية]‏ (27 نوفمبر 2001 – 2 أغسطس 2004).
- انتخب عضو فولكتنغ [الإنجليزية]‏ عن دائرة دائرة جنوب يوتلاند الكبرى [الإنجليزية]‏ وقد انضم خلال فترته النيابية ‏  للكتلة البرلمانية الحزب الليبرالي.